# Công thức tình yêu
Sood Sanae Ha (tiếng Thái: สูตรเสน่หา; RTGS: Sut Saneha; tiếng Việt: Công thức tình yêu) là bộ phim truyền hình Thái Lan phát sóng vào năm 2009 với sự tham gia của Theeradej Wongpuapan và Ann Thongprasom. Phim phát sóng trên đài Channel 3 (CH3) Thái Lan.

## Nội dung
Alin là một diễn viên nổi tiếng ở Thái Lan đã hết thời. Tự trong thâm tâm, mặc dù vẫn rất kiêu kỳ, Alin bắt đầu nhận ra mình đã chạm đến điểm dừng của sự nghiệp diễn xuất. Cứu vãn danh tiếng cô giờ đây chỉ còn một cách duy nhất: Kết hôn với người đàn ông hoàn hảo nhất thế giới. Anh ta phải đẹp trai, giàu có, thuộc một dòng họ danh giá, sống trong một ngôi biệt thự nguy nga và dĩ nhiên là phải nổi tiếng, một người để cô có thể tự hào, người làm cho cô trông thật tuyệt, để đám cưới của cô trở thành chủ đề bàn tán trong một thời gian dài. Alin tin rằng người đàn ông hoàn hảo đó là Lek Anucha, người sở hữu một chương trình nấu ăn nổi tiếng trên truyền hình và nhiệm vụ của cô là chiếm được anh ta!
Làm thế nào để một nữ diễn viên 30 tuổi luôn cho rằng mình đang ở đỉnh cao mặc dù nghiệp diễn xuất của cô đang xuống dốc vì sự xuất hiện của những nữ diễn viên trẻ khác, bề ngoài tỏ ra đoan trang, đúng mực nhưng bên trong lại ngang bướng, cứng đầu, kiêu ngạo và không thể nấu ăn xuất hiện với tư cách MC cho chương trình nấu ăn của Lek Anucha? Giải pháp Alin chọn chính là: nói dối về khả năng nấu nướng của mình và gần như ngay lập tức, ráo riết tìm một người thầy "bổ túc" cấp tốc để cô có thể trở thành một "thiên tài" bếp núc đúng nghĩa.
Chính quyết định điên rồ của Alin đã mang đến cuộc gặp gỡ định mệnh giữa cô diễn viên hết thời và chàng đầu bếp nghèo Din Pasu. Với một số tiền nhỏ, Din Pasu đã trở thành người dạy nấu ăn cho Alin theo một hợp đồng bí mật. Thế nhưng, lúc kế hoạch tiếp cận Lek Anucha của Alin gần như thành công cũng là lúc cô nhận ra rằng hình bóng "thầy giáo bất đắc dĩ" Din Pasu đã in đậm trong trái tim cô...
Alin sẽ đi theo tiếng gọi con tim hay những mách bảo của lí trí ? Sẽ thế nào nếu hoàng tử của cô không còn cưỡi bạch mã, hoặc thậm chí, chỉ là một chàng chăn ngựa? Liệu Alin có tìm thấy "công thức tình yêu" cho riêng mình?

## Diễn viên
- Theeradeth Wongpuapan vai Din Phasu Boriban/Kru Cook: Làm giáo viên dạy nấu ăn trong một trường đại học và đầu bếp trong một nhà hàng Ý, sau này anh trở thành giáo viên dạy nấu ăn của Alin, mặc dù mỗi lần họ chạm trán với nhau thì luôn kết thúc bằng tranh cãi nhưng sau này Din hoặc Kru Cook (biệt danh do Alin đặt cho anh) phụ thuộc vào tính cách hướng ngoại của Alin. Nó cũng cho thấy rằng anh ta là con trai của một người đàn ông rất giàu có và là người giúp việc của gia đình họ hiện đang sống. Vì điều này, anh ta thường bị bắt nạt hoặc coi thường bởi người anh kế Lom và chị kế Nam. Đó là Sau đó cũng tiết lộ rằng anh ấy là đồng nghiệp cũ của Sophita và có tình cảm lãng mạn với cô ấy nhưng vào ngày anh ấy sẽ cầu hôn cô ấy, Sophita đã giới thiệu Anucha với bạn trai của cô ấy, sau này là cha của đứa con của cô ấy.
- Ann Thongprasom vai Alin "Lin" Thipphayada: một Nang'Ek nổi tiếng 30 tuổi, người nổi tiếng đã biến mất vì tuổi tác và sự cạnh tranh trẻ hơn nhiều. Hiện cô đang tìm kiếm "Mr. Right" của mình, một người đàn ông giàu có, nổi tiếng và có gia thế danh giá. Không có việc làm trong một thời gian, cô được Praew, thư ký của Anucha, liên hệ để tổ chức một chương trình nấu ăn. Cô nhanh chóng chấp nhận và ở đó cô gặp Din Pasu, người mà cô đặt biệt danh là "Kru Cook". Mặc dù họ thường tranh luận về những điều, Alin nhanh chóng trở nên gắn bó với Kru Cook, sau đó nhận ra rằng cô ấy yêu "Kru Cook". Alin cũng được biết đến với những tính cách khác biệt mà cô thừa hưởng từ những người cô quá cố của mình, được Smally mô tả là lý do tại sao Alin rất khác với bất kỳ người nào khác. Vào cuối truyện, cô và Din kết hôn.
- Ruengrit McIntosh vai Anucha "Lek" Sophat: một người giàu có và là cha của con gái Sophita. Anh ấy là "Mr. Right" của Alin mặc dù lúc đầu anh ấy không thực sự coi trọng Alin vì tình yêu và nghĩa vụ của anh ấy với Sophita và con gái mình, nhưng sau đó cố gắng theo đuổi Alin để làm hài lòng mẹ anh ấy, nhưng sau đó nhận ra rằng anh ấy yêu Sophita. Vào cuối bộ truyện, anh ấy tái hôn với Sophita trong khi không nghe theo lời khuyên của mẹ anh ấy như anh ấy đã làm trước đây.
- Sonia Couling vai Sophita "Ta" Jarukorn: đồng nghiệp cũ và tình yêu của Din và người cũ của Anucha vợ sau khi bị mẹ Anucha đuổi ra khỏi nhà. Sau khi kết hôn với Anucha, họ có một cô con gái tên là Pupey, người có vấn đề về sức khỏe. Sau đó, cô đau khổ sau khi người mẹ độc ác của Anucha đuổi cô ra khỏi gia đình của họ, điều này khiến cô suýt sảy thai và hiện đang hủy hoại cuộc sống của cô sau khi biết rằng cô đang nhận được một số hỗ trợ từ Anucha. Vào cuối bộ truyện, cô và Anucha tái hôn và sống một cuộc sống hạnh phúc.
- Niti Samutkojorn vai Khom-Patikhom "Smally": bạn của Alin và Din và quản lý của Alin. Anh ấy được thể hiện là một trong những người luôn giúp đỡ Alin khi Alin tạo ra rắc rối hoặc trong một vấn đề showbiz và là người giúp Alin tìm thầy dạy nấu ăn của cô ấy.
- Nithichai YotAmornSunthorn vai Wayu "Lom": em kế của Din và anh trai ruột của Nam và cũng là bạn trai của Ming. Anh ta là một người đầy tham vọng, luôn coi thường những người bên dưới mình, kể cả Din. Sau khi biết rằng Din có liên hệ với Alin nổi tiếng, anh ta cố gắng theo đuổi Alin nhưng không thành công do Alin bảo vệ Din khỏi người anh kế độc ác của mình. Điều này dẫn đến cuộc ẩu đả của Ming và Alin trên thị trường và sau đó tiết lộ kế hoạch của mình với Ming để hủy hoại cuộc đời của Din.
- Panward Hemanee vai Ming Durarat Utsanee: bạn gái của Lom và từng là một nữ diễn viên nổi tiếng như Alin, nhưng sau khi Alin phá hỏng hình ảnh của cô tại thảm đỏ thì sự nghiệp của cô kết thúc dẫn đến việc cô muốn trả thù Alin bằng cách hủy hoại sự nghiệp của mình nhưng sau nhiều lần cố gắng, cô luôn thất bại.
- Panthila Fuklin vai Hyong Guen: một người Thái / Hàn đang nổi nữ diễn viên quan tâm đến Din dẫn đến sự ghen tị của Alin và khiến cô ấy nói rằng Din là người đồng tính với Hyong Guen. Sau đó cô đóng vai con gái Alin trong một trong những phim truyền hình gần đây của Alin. Cô ấy thích ấn tượng của "Sarang haeyo" ("Anh yêu em" trong tiếng Hàn) và kimchi (một món ăn nổi tiếng ở Hàn Quốc).
- Sinitha Boonyasak vai Nam-Warin: chị ruột của Lom và là chị kế của Din. Cũng giống như Lom, cô ấy là một người đầy tham vọng, luôn nghĩ quá cao về bản thân khi biết rằng mình là con gái của một người đàn ông rất giàu có và coi thường Din vì mẹ của Din chỉ là người giúp việc trong nhà.
- Kriengkrai Oonhanun vai Kru Anun: cha của Alin, người cũng giàu có vì ông sở hữu một trang trại rất lớn ở đất nước.
- Duangchai Hathaikan ai Nongphanga
- Duangta Tungkhamani vai Amara Sophat
- Chomphu Konbai vai On
- Pachari Na Nakhon vai Phiao
- Nathawan Saksirik vai Tongta "Tong": ( tập 6 & 13) - cô gái được Din chọn làm một trong những khách mời của Alin trong chương trình truyền hình của cô. Được biết đến là một người thẳng thắn ở độ tuổi của cô ấy, Alin không hòa hợp với cô ấy mà cuối cùng tống tiền cô ấy, dẫn đến thành công của chương trình của riêng cô ấy.

## Giải thưởng
| Năm  | Giải                           | Hạng mục                          | Đề cử                                      | Kết quả   |
| ---- | ------------------------------ | --------------------------------- | ------------------------------------------ | --------- |
| 2009 | Nataraja Awards                | Best Arrangement                  | Sood Sanae Ha                              | Đề cử     |
| 2009 | Nataraja Awards                | Best Actor                        | Ken Theeradeth Wonpuapan                   | Đoạt giải |
| 2009 | Nataraja Awards                | Best Actress                      | Ann Thongprasom                            | Đoạt giải |
| 2009 | Media Choice Awards            | Outstanding Drama Series          | Sood Sanae Ha                              | Đoạt giải |
| 2009 | Media Choice Awards            | Best Director                     | Ampaiporn Jitmaingong                      | Đoạt giải |
| 2009 | Media Choice Awards            | Best Actor                        | Ken Theeradeth Wonpuapan                   | Đoạt giải |
| 2009 | Media Choice Awards            | Best Actress                      | Ann Thongprasom                            | Đoạt giải |
| 2009 | Top Awards                     | Best Actor in a Drama Series      | Ken Theeradeth Wonpuapan                   | Đoạt giải |
| 2009 | Top Awards                     | Best Actress in a Drama Series    | Ann Thongprasom                            | Đoạt giải |
| 2009 | Top Awards                     | Best Drama Series                 | Sood Sanae Ha                              | Đề cử     |
| 2009 | Top Awards                     | Best Director                     | Ampaiporn Jitmaingong                      | Đề cử     |
| 2009 | Young Generation Choice Awards | Best On-Screen Couple             | Ken Theeradeth Wonpuapan & Ann Thongprasom | Đoạt giải |
| 2009 | Young Generation Choice Awards | Best On-Screen Couple of the Year | Ken Theeradeth Wonpuapan & Ann Thongprasom | Đoạt giải |
| 2009 | Golden Television Awards       | Outstanding Television Drama      | Sood Sanae Ha                              | Đoạt giải |
| 2009 | Golden Television Awards       | Outstanding Actor                 | Ken Theeradeth Wonpuapan                   | Đoạt giải |
| 2009 | Golden Television Awards       | Outstanding Actress               | Ann Thongprasom                            | Đoạt giải |
| 2009 | 7th Annual Magazine Award      | Best Actress                      | Ann Thongprasom                            | Đoạt giải |